# Bisdom Venice
Het bisdom Venice (Latijn: Dioecesis Venetiarum in Florida) is een rooms-katholiek bisdom met als zetel Venice, in de Amerikaanse staat Florida. Het bisdom is suffragaan aan het aartsbisdom Miami. 

## Geschiedenis
Het bisdom werd opgericht op 16 juni 1984, uit delen van de bisdommen Orlando en Saint Petersburg en het aartsbisdom Miami.  

## Parochies
Het bisdom had in 2022 een oppervlakte van 22.685 km2 en telde 2.411.000 inwoners waarvan 10,1% rooms-katholiek was.

## Bisschoppen
- John Joseph Nevins (17 juli 1984 - 19 januari 2007)
- Frank Joseph Dewane (19 januari 2007 - heden; coadjutor sinds 25 april 2006)

## Galerij van afbeeldingen

Wapen van het bisdom
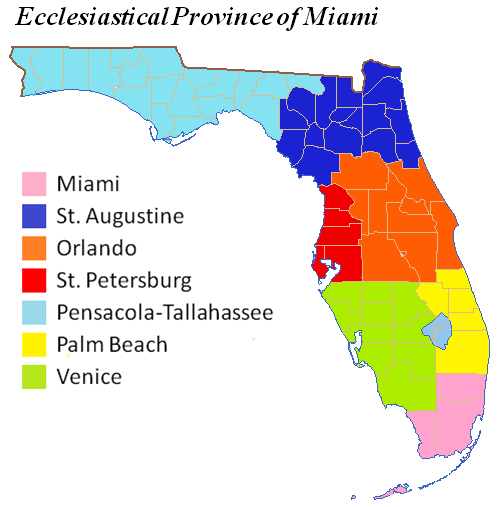
Kerkprovincie met aartsbisdom en suffragane bisdommen
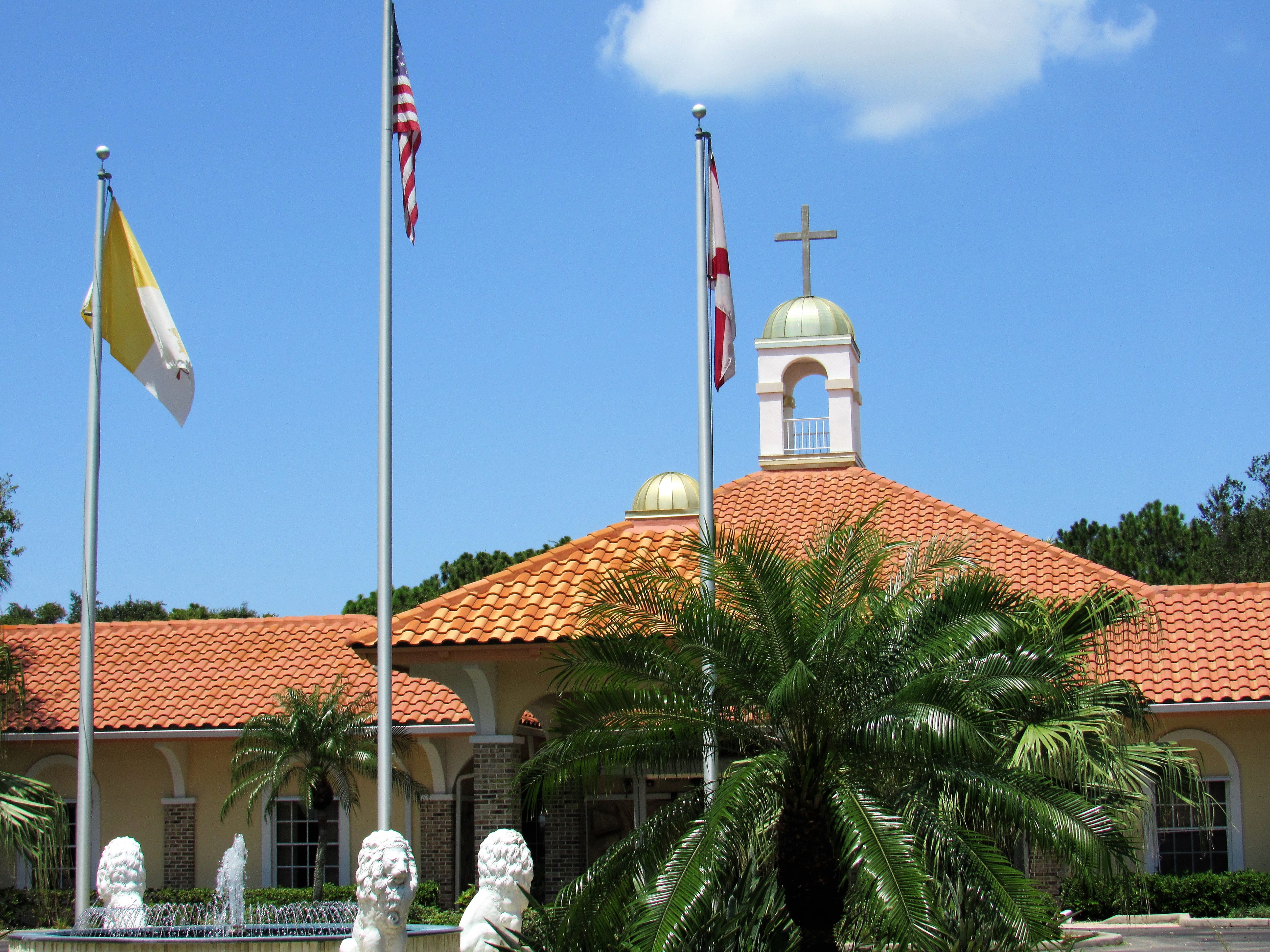
Pastoraal centrum

Miami (aartsbisdom) · Orlando · Palm Beach · Pensacola-Tallahassee · Saint Augustine · Saint Petersburg · Venice